# Cuarto para las cuatro (Volumen 2)
Cuarto para las cuatro (Volumen 2) es un disco del grupo mexicano Jeans que salió a la venta, tanto en los Estados Unidos como en México, el 17 de junio de 2003. Ya con dos nuevas integrantes Valeria Maza Mattew y Amiel Tena, Jeans decidió cambiar de género musical: de pop a norteño. Este disco estuvo bajo la dirección de Pedro Iñiguez, siendo Miami, EUA el lugar de grabación. 
«Cómo olvidarte», es de la autoría de Alex Sirvent, exmiembro de la banda Mercurio. Es el único álbum en el que participa la guatemalteca Valeria Maza, pues deja el grupo en enero de 2004.

## Lista de canciones
1. Entre azul y buenas noches *
2. Corazón confidente *
3. Nadie me entiende *
4. Enamorada *
5. Siempre amigas *
6. Nunca olvides que te quiero *
7. Entre azul y buenas noches **
8. Así me gusta (That's The Way, I Like It) **
9. Mensajes en botellas **
10. Cómo olvidarte (Jeans)|Como olvidarte **

(*) temas del álbum Cuarto para las cuatro I
(**) versiones norteñas, en México se lanzó únicamente el álbum con estos temas, mientras que el álbum que salió a la venta en Estados Unidos incluye todas las canciones.
- Datos: Q5576422